# Nguyễn Văn Vịnh
Nguyễn Văn Vịnh (1918 - 1978) là một tướng lĩnh Quân đội nhân dân Việt Nam, hàm Trung tướng. Ông từng là Trưởng phái đoàn Quân đội nhân dân Việt Nam bên cạnh Ủy ban Quốc tế thi hành hiệp định Geneve tại Sài Gòn, Chủ nhiệm Tổng cục Cán bộ, Bộ Quốc phòng - Tổng Tư lệnh, Chủ nhiệm Ủy ban Thống nhất Trung ương, Ủy viên Dự khuyết Ban Chấp hành Trung ương Đảng Cộng sản Việt Nam khóa III.

## Xuất thân
Ông sinh ngày 21 tháng 2 năm 1918, quê ở làng Đô Quan, xã Nam Quan (nay là làng Đô Quan,xã Nam Lợi), huyện Nam Trực, tỉnh Nam Định. Mồ côi cha từ nhỏ, ông được nuôi lớn bằng sự tần tảo của mẹ (làng Đô Quan nổi tiếng với nghề đan bao tải bằng cỏ lác). Ông cùng với nhà thơ Đoàn Văn Cừ là đôi bạn chí thân từ nhỏ.

## Tham gia cách mạng
Năm 1936, ông tham gia phong trào học sinh yêu nước ở Nam Trực, bị chính quyền thực dân Pháp bắt giam năm 1937. Sau khi ra tù năm 1940, ông về Hải Phòng sau đó đáp tàu vào Nam Kỳ. Năm 1941, ông đăng lính khố đỏ, làm đến chức đội (tương đương Hạ sĩ). Là một người có tư tưởng yêu nước, tiến bộ, thích thơ văn, ông được các ông Hoàng Văn Thụ (khi đó là trưởng ban binh vận) và ông Trường Chinh trực tiếp vận động tham gia Hội Quân nhân Cứu quốc (một tổ chức con của Mặt trận Việt Minh) và được kết nạp vào Đảng Cộng sản Đông Dương năm 1942. Năm 1943, ông bị chính quyền thực dân Pháp bắt giam lần thứ hai kết án 20 năm tù khổ sai và đày ra Côn Đảo.

## Một trong những lãnh đạo quân sự Nam Bộ
Cách mạng tháng 8 thành công, ông được đón về đất liền tiếp tục hoạt động tại Nam Bộ. Từ đó, các đồng chí miền Nam gọi tên thân mật của ông là Hai Vịnh.
Khi Pháp tái chiếm Nam Bộ, ông chỉ huy đội du kích rồi được bầu làm chính trị viên, sau được phân công giữ chức Tỉnh ủy viên, Phó chủ tịch Ủy ban kháng chiến tỉnh Mỹ Tho.
Từ năm 1946 đến năm 1950, ông lần lượt là Chính ủy Khu VIII (từ 23/8/1947) gồm 7 tỉnh: Tân An (Long An hiện nay), Gò Công, Mỹ Tho (Tiền Giang), Bến Tre, Sa Đéc (Đồng Tháp), Vĩnh Long và Trà Vinh; Bí thư Khu ủy, Xứ ủy viên Xứ ủy Nam Bộ, tham gia chỉ đạo việc xây dựng các căn cứ kháng chiến (trong đó có Chiến khu Đồng Tháp Mười), các cơ sở địch hậu, các đội du kích, trạm quân y, tổ chức hậu cần và hoạch địch chiến lược chiến thuật.
Ông cũng là một trong những người đỡ đầu cho việc hình thành nền điện ảnh khu 8, được xem là cội nguồn của điện ảnh cách mạng Việt Nam.
Năm 1950, ông là Chính ủy Bộ tư lệnh Phân khu miền Tây Nam Bộ.
Đến năm 1952, ông được chuyển sang làm Phó tư lệnh Phân khu miền Đông Nam Bộ.
Năm 1954, ông tập kết ra Bắc.

## Một đời trung thành sự nghiệp thống nhất
Sau khi tập kết ra Bắc, ông lại được cử vào Nam để giữ chức vụ Trưởng Phái đoàn Quân đội nhân dân Việt Nam bên cạnh Ủy ban Quốc tế thi hành Hiệp định Geneve tại Sài Gòn.
Đầu năm 1957, ông được triệu hồi ra Bắc giữ chức Phó chủ nhiệm Ủy ban Kế hoạch Nhà nước.
Ngày 16 tháng 10 năm đó, ông được chỉ định giữ chức vụ Phó Chủ nhiệm Tổng cục Cán bộ - Bộ Quốc phòng, Ủy viên Tổng Quân ủy Trung ương, đảm nhiệm quyền Chủ nhiệm thay cho ông Nguyễn Chánh, Chủ nhiệm Tổng cục Cán bộ, vừa mất.
Ngày 22 tháng 4 năm 1958, ông chính thức được cử làm Chủ nhiệm Tổng cục Cán bộ.
Ngày 20 tháng 1 năm 1959, Tổng cục Cán bộ giải thể, chuyển thành Cục Cán bộ thuộc Tổng cục Chính trị Quân đội nhân dân Việt Nam. Ông được bổ nhiệm giữ chức vụ Thứ trưởng Bộ Quốc phòng Việt Nam, Phó Tổng Tham mưu trưởng Quân đội nhân dân Việt Nam. Năm 1960 ông là Chủ nhiệm Ủy ban Thống nhất của Chính phủ. Ngày 18-1-1966 Nguyễn Văn Vịnh, Chủ nhiệm Ủy ban Thống nhất của Chính phủ, kiêm giữ chức Tổng Tham mưu Phó Bộ Tổng Tham mưu thuộc Bộ Quốc phòng.
Tháng 8 năm 1959, ông được phong quân hàm Trung tướng.
Từ năm 1960, ông được cử làm Chủ nhiệm Ủy ban Thống nhất Trung ương, Ủy viên dự khuyết Trung ương Đảng khóa III. Trên cương vị của mình, ông là một trong những người đầu tiên đề xuất và chỉ đạo xây dựng đường Trường Sơn trên bộ và trên biển để chi viện sức người, sức của cho chiến trường miền Nam; chỉ đạo xây dựng công tác binh, địch vận từ 1960; đề xuất phát động du kích chiến tranh, nhân dân chiến tranh toàn diện và trường kỳ từ 1961; đề xuất chủ trương vừa đánh vừa đàm từ 1965…
Giữa năm 1967, ông được Trung ương cử bí mật vào Nam, thay tướng Nguyễn Chí Thanh vừa mất trước đó 10 ngày, để phổ biến kế hoạch tấn công Tết Mậu Thân.
Tuy nhiên, vào năm 1969, do vô tình tiết lộ bí mật nhà nước cho một số bị can trong Vụ án Xét lại Chống Đảng, ông bị kỷ luật và buộc thôi chức Thứ tưởng, bị hạ quân hàm xuống Thiếu tướng. Tuy nhiên, ông vẫn đặt lợi ích toàn cục lên trên hết, động viên đồng chí của mình yên tâm công tác, chiến đấu nhanh chóng giải phóng miền Nam, thống nhất đất nước.
Trung tướng Đồng Văn Cống đã nói về phản ứng của cấp trên mình khi đó:
| “                                                                     | "Anh em trong quân đội chúng tôi hoàn toàn không tán thành bản án kỷ luật quá nặng so với sai sót của anh. Tuy nhiên, điều tôi muốn nói là thái độ chấp hành kỷ luật của anh, một đảng viên trung thành, một tướng lãnh, một cán bộ lãnh đạo gương mẫu-bấy giờ anh đang là Thứ trưởng Bộ Quốc phòng. Khi anh em đề nghị anh khiếu nại bản án kỷ luật nặng nề, anh nói: "Chuyện đã như vậy rồi thì thôi. Anh em đừng bàn bạc xôn xao nữa, không hay. Hãy tập trung vào nhiệm vụ cấp bách hiện nay là đoàn kết chống Mỹ ở miền Nam!"." | ” |
| — Phan Hoàng, "Phỏng vấn tướng lĩnh Việt Nam", Nhà xuất bản Trẻ, 1999 | |   |

Sau năm 1975, ông vào sống tại Thành phố Hồ Chí Minh. 
Những năm tháng cuối đời, ông bị bệnh hiểm nghèo và được Nhà nước Việt Nam đưa sang Cộng hòa Dân chủ Đức chữa bệnh và mất tại đây vào năm 1978.

## Nhận định
Tướng Đồng Văn Cống đánh giá về ông như sau:
| “ | "Với tôi, anh Nguyễn Văn Vịnh là một người anh lớn mà tôi luôn kính trọng cả về tài năng lẫn nhân cách. Chúng tôi luôn xem nhau như anh em một nhà. Anh Vịnh nguyên là một học sinh của Pháp, một trí thức yêu nước trở thành một nhà cách mạng, một vị chỉ huy có bản lĩnh của quân đội ta. Anh sống rất tình cảm và giúp đỡ anh em cấp dưới một cách chí tình. Chỉ tiếc anh Vịnh ra đi quá sớm! | ” |

Về công lao của tướng Vịnh, tướng Đồng Văn Cống tóm tắt:
| “                                                                     | Đối với Quân khu 8 thời chống Pháp, công lao Nguyễn Văn Vịnh rất lớn. Với tư cách là chính ủy, anh Vịnh là trung tâm tập hợp đoàn kết mọi lực lượng - có thể nói là một đội quân ô hợp lúc bấy giờ, bao gồm các chi đội độc lập ở trong nước lẫn hải ngoại trở về, vừa do Đảng Cộng sản lãnh đạo, vừa do Đảng Dân chủ lãnh đạo. Với sự thuyết phục của anh Vịnh, nhiều Trung ương ủy viên Đảng Dân chủ, như anh Nguyễn Đăng chẳng hạn - đã trở thành đảng viên Cộng sản, được đề bạt làm Phó tư lệnh Quân khu 8, sau là Thứ trưởng Bộ Nông nghiệp. Nếu hiểu được sự tranh giành quyết liệt quyền lãnh đạo trong quân khu bấy giờ giữa Đảng Cộng sản và Đảng Dân chủ thì mới thấy hết công lao của anh Vịnh. Và Quân khu 8 có thể nói là quân khu ổn định nhất của Nam Bộ vào thời điểm cực kỳ rối ren này." | ” |
| — Phan Hoàng, "Phỏng vấn tướng lĩnh Việt Nam", Nhà xuất bản Trẻ, 1999 | |   |

Thiếu tướng Võ Văn Thời, nguyên Cục trưởng Cục Binh địch vận, Tổng cục Chính trị, nhận định:
| “                                                            | "Ngành binh, địch vận được nhận Huân chương Hồ Chí Minh sớm nhất, công lao thuộc về chiến trường và đồng chí Hai Vịnh"" | ” |
| — Phạm Vũ, ""Người thợ rèn dao" của quân đội", Báo Tuổi Trẻ. | |   |

Thế nhưng, mãi đến đầu thập niên 2000, tướng Nguyễn Văn Vịnh mới được khôi phục danh dự, khởi đầu với việc xuất bản tập hồi ký chung của nhiều tác giả "Nguyễn Văn Vịnh – như anh còn sống" rồi được truy tặng Huân chương Độc lập hạng Nhất năm 2008. 
Tuy nhiên, cho đến nay, ông vẫn chưa được khôi phục quân hàm Trung tướng.
Ngoài ra, ông được Nhà nước Việt Nam trao tặng:
- Huân chương Quân công hạng ba
- Huân chương Chiến thắng hạng nhất
- Huân chương Chiến sĩ vẻ vang hạng nhất, nhì, ba
- Huy hiệu "Thành đồng Tổ quốc"

## Gia đình
Được sự giới thiệu của ông Mai Chí Thọ, ông lập gia đình với bà Trương Thị Châu, về sau là một bác sĩ.
Con: 1. NGUYỄN VĂN HIẾN (1938 hy sinh 1964)
2. NGUYỄN THỊ HUYỀN (1942) 
3. NGUYỄN MINH THANH.(1954)
4. NGUYỄN MINH TUẤN (1956)